# Carlos Martens Bilongo
Pour les articles homonymes, voir Bilongo.
Carlos Martens Bilongo, né le 31 décembre 1990 à Villiers-le-Bel (Val-d'Oise), est un homme politique français, membre de La France insoumise. Enseignant de profession et militant associatif, il est élu député le 19 juin 2022 dans la 8e circonscription du Val-d'Oise,, sous les couleurs de la NUPES. Il est réélu le 30 juin 2024, dès le premier tour sous la bannière du Nouveau Front populaire.

## Jeunesse et activités professionnelles

### Naissance et famille
Carlos Martens Bilongo naît le 31 décembre 1990 à Villiers-le-Bel de parents d’origine congolaise (RDC) et angolaise,. Son père est chauffeur dans les ambassades. Sa mère vend des bijoux au marché de Sarcelles. Elle meurt en 2012 d'un cancer. Il est le fils cadet d’une fratrie de six frères et sœurs. Enfant, il dit être confronté au racisme ; lors d'une interview, il déclare notamment que lorsqu'il jouait au football, on lui jetait des mies de pain et qu'il était l'objet de cris de singes en provenance des gradins.

### Formation
Après l’obtention d'un bac professionnel au lycée Gustave-Monod de Saint-Gratien, Carlos Martens Bilongo intègre Isifa Plus Values Paris Sud, une école de commerce à Issy-les-Moulineaux, où il obtient un BTS technico-commercial en 2012, avant de décrocher, une année plus tard, une licence en marketing et négociation.

### Parcours professionnel
Après un contrat d’apprentissage à AZ Métal, il y exerce successivement le poste de technico-commercial et puis celui de chargé d'affaires qu’il occupera pendant six ans. Depuis 2019, il est enseignant en économie et en droit au lycée Alexandre-Dumas de Saint-Cloud,,.
Coach sportif et formateur physique en parallèle, il entraîne la chanteuse Aya Nakamura dans le cadre de sa tournée. Il crée sa propre société d'équipements sportifs avec Koss niquel training (KNT) qui propose aussi des entraînements et accompagnements. Il a participé un temps à une société immobilière avec KNT Immo. Par ailleurs, il dirige la société Espace code, dévolue à des « activités spécialisées, scientifiques et techniques diverses »,.

## Engagement associatif et politique

### Militant associatif
Carlos Martens Bilongo est engagé dans le monde associatif. Il est également membre du collectif du Triangle de Gonesse, une plateforme qui regroupe plusieurs associations engagées pour s'opposer à la construction de EuropaCity, puis de la station de métro Gonesse et de la ligne de métro 17 associée pour « sauver les terres agricoles » fertiles au nord de Paris.

### Parcours politique
Carlos Martens Bilongo est membre de La France insoumise. Investi en 2022 par la NUPES à Villiers-le-Bel dans la 8e circonscription du Val-d'Oise, il devance François Pupponi au premier tour avec plus de 37 % de voix contre 24 %. Durant l'entre-deux tours, il reçoit les soutiens des maires de Sarcelles, Garges-lès-Gonesse et Villiers-le-Bel ainsi que celui de Samy Debah. Au soir du second tour, il est élu député avec 61,72 % des suffrages.
Le 3 novembre 2022, lors d'une séance de questions au gouvernement à l'Assemblée nationale où il aborde le sujet de la répartition et de l'accueil des migrants qui naviguent au large des côtes italiennes sur le bateau Ocean Viking, il est interrompu par un propos de Grégoire de Fournas, député du Rassemblement national : « Qu'il retourne en Afrique ! », selon la version retenue par les rédacteurs des débats et disponible dans le compte rendu de la séance, ce qui provoque l'indignation de l'ensemble de la représentation nationale à l'exception des groupes RN et LR, et conduit, fait exceptionnel sous la Cinquième République, à une suspension définitive de cette séance par Yaël Braun-Pivet, présidente de l'Assemblée nationale,. Le groupe Rassemblement national déclare, plus tard, que la phrase aurait été dite au pluriel (« Qu'ils retournent en Afrique ! »), visant les migrants et non le député,, ce que l'écoute ne permet pas de vérifier. Alors que Grégoire de Fournas se voit infliger le lendemain la plus lourde des sanctions prévues par le règlement de l'Assemblée nationale en considération du trouble occasionné, Carlos Martens Bilongo reçoit dans les jours qui suivent cet incident « un déferlement d'insultes à caractère raciste » et des menaces sur sa boîte mail parlementaire ; il décide de porter plainte.
Le 7 décembre 2022, une conférence qu'il anime à l'université de Bordeaux Montaigne au côté du député Louis Boyard est attaquée par des militants d'extrême droite cagoulés et équipés de barres de fer.
Le 27 juin 2023, en marge des émeutes à la suite de la mort de Nahel Merzouk, alors que Martens Bilongo est parti à la rencontre d'habitants de Nanterre pour les soutenir, il est pris à partie par un groupe, qui l'accuse de récupération et reçoit notamment  un coup de lanceur de mortier sur la tête,,.
Le 1er octobre 2023, il s'affiche sur les réseaux sociaux en pleine séance de boxe avec l'organisation antifasciste la Jeune Garde.
En juin 2024, à la suite de la dissolution de l'Assemblée nationale, il est candidat à sa réélection sous la bannière du Nouveau Front populaire. Dès le premier tour des élections législatives, il est réélu avec 58,27 % des voix.
En octobre 2024, Carlos Martens Bilongo a déposé une plainte contre X pour injures racistes en ligne, après avoir été la cible de commentaires à caractère raciste sur les réseaux sociaux. Ces attaques, survenues après les élections législatives anticipées, ont notamment visé une photographie publiée par le député Raphaël Arnault, représentant Carlos Martens Bilongo et d'autres élus dans les couloirs de l'Assemblée nationale. Parmi les propos incriminés figuraient des commentaires tels que « Les couloirs de la Cour d’assises de Bobigny » ou « Une belle brochette de racailles », publiés par un collaborateur parlementaire RN et l'identitaire Damien Rieu,,.
Les avocats du député, Me Chirinne Ardakani et Frédéric Nasrinfar, ont dénoncé des attaques visant à « anéantir la personne et la fragiliser dans son combat politique ». La plainte, déposée avec constitution de partie civile, a pour but de ne pas laisser ces propos impunis,,.
Il est depuis son élection régulièrement la cible d'insultes racistes et de menaces.

## Classement sans suite des accusations de fraude fiscale et de blanchiment d'argent
En mai 2023,, il est visé par une enquête pour « blanchiment de fraude fiscale », « abus de biens sociaux » et « manquement de déclaration à la Haute Autorité pour la transparence de la vie publique (HATVP) ». Il est notamment soupçonné d’avoir dissimulé un peu moins de 200 000 euros aux autorités et fait l’objet d’une procédure ouverte à la mi-avril à la suite d’un signalement de Tracfin. Le 11 mai 2023, il déclare dans un communiqué de presse n’avoir « jamais ouvert de compte à l'étranger » et que « l’intégralité des sommes versées sur [ses] comptes sociétés a été déclarée en bonne et due forme » et avoir demandé à son expert-comptable de vérifier qu’aucune erreur de déclaration n'ait été commise. Il a ajouté qu'il sera « parfaitement transparent sur l'intégralité de ces éléments ».
Le 17 mai 2023, BFM TV révèle que Carlos Martens Bilongo aurait bénéficié jusqu'en décembre 2022, soit six mois après son élection comme député, d'un logement social, situé à Villiers-le-Bel (Val-d'Oise), qu'il aurait sous-loué à l'une de ses sœurs alors qu'il était en parallèle déjà propriétaire de deux appartements, et nouvellement « rémunéré environ 7 500 € brut par mois comme tous les députés »,,. Contacté par la chaîne, il indique avoir quitté ce logement social en 2020, dont il a « bénéficié conformément à ses conditions de ressources », en 2013 « après la mort de sa mère, alors qu'il était apprenti », et où il a habité avec sa sœur qui « participait au loyer » mais elle n'a « pu le libérer » qu'en décembre 2022,. Le soir-même dans un communiqué, il complète sa réponse et affirme « avoir parfaitement respecté la loi », il indique « avoir informé le bailleur social par écrit et huissier en 2019 » de l'achat des deux autres appartements effectué en 2018 « avec un prêt », et du fait qu'il ne pouvait pas y habiter car l'un était « un investissement locatif » et le second était « en travaux entre 2018 et 2020 », année où il a quitté le logement social,.
L’enquête qui le visait pour des soupçons de fraude fiscale conclut à l'absence d'infraction et est classée sans suite en janvier 2025. Le député LFI critique une médiatisation abusive et un non-respect de la présomption d’innocence par les médias.

## Publications et œuvres
- Noir français, éditions PhilippeRey, 2023  (ISBN 978-2-38482-019-1).